# Футболіст року (Польща, Спорт)
Футболі́ст ро́ку в По́льщі — щорічна нагорода, яка присуджувалася у 1957–1996 роках найкращому футболісту Польщі за підсумками року виданням «Sport». Крім того, газета визнавала нагороди у інших спортивних дисциплінах.

## Футбол

### «Золотий бутс»
- 1957 — Едвард Шимковяк («Полонія» (Битом))
- 1958 — Роберт Гживоч (ЛКС «Лодзь») і Едвард Шимковяк («Полонія» (Битом))
- 1959 — Роман Коринт («Лехія» (Гданськ))
- 1960 — Роман Коринт («Лехія» (Гданськ)) і Генрік Щепанський (ЛКС «Лодзь»)
- 1961 — Станіслав Ослизло («Гурник» (Забже))
- 1962 — Ян Ліберда («Полонія» (Битом))
- 1963 — Станіслав Ослизло («Гурник» (Забже))
- 1964 — Ернест Поль («Гурник» (Забже))
- 1965 — Едвард Шимковяк («Полонія» (Битом))
- 1966 — Едвард Шимковяк («Полонія» (Битом))
- 1967 — Станіслав Ослизло («Гурник» (Забже))
- 1968 — Станіслав Ослизло («Гурник» (Забже))
- 1969 — Зігфрід Шолтисик («Гурник» (Забже))
- 1970 — Анджей Яросік («Заглембє» (Сосновець))
- 1971 — Єжи Виробек («Рух» (Хожув))
- 1972 — Влодзімеж Любанський («Гурник» (Забже))
- 1973 — Єжи Горгонь («Гурник» (Забже))
- 1974 — Роберт Гадоха («Легія» (Варшава))
- 1975 — Антоні Шимановскі («Вісла» (Краків))
- 1976 — Гжегож Лято («Сталь» (Мелець))
- 1977 — Казімєж Дейна («Легія» (Варшава))
- 1978 — Збігнєв Бонєк («Відзев» (Лодзь))
- 1979 — Станіслав Бужиньский («Відзев» (Лодзь))
- 1980 — Пйотр Мовлік («Лех» (Познань))
- 1981 — Владислав Жмуда («Відзев» (Лодзь))
- 1982 — Збігнєв Бонєк («Відзев» (Лодзь))
- 1983 — Анджей Бунцоль («Легія» (Варшава))
- 1984 — Роман Вуйцицький («Відзев» (Лодзь))
- 1985 — Анджей Палаш («Гурник» (Забже))
- 1986 — Вальдемар Матисик («Гурник» (Забже))
- 1987 — Марек Лесняк («Погонь» (Щецін))
- 1988 — Даріуш Дзекановський («Легія» (Варшава))
- 1989 — Кшиштоф Важиха («Рух» (Хожув))
- 1990 — Ромуальд Куява («Заглембє» (Любін))
- 1991 — Адам Зеєр («Заглембє» (Любін))
- 1992 — Даріуш Опольський («Мотор» (Люблін))
- 1993 — Януш Йойко (ГКС «Катовіце»)
- 1994 — Лешек Піш («Легія» (Варшава))
- 1995 — Лешек Піш («Легія» (Варшава))
- 1996 — Лешек Піш («Легія» (Варшава))

### Футболіст року
- 1967, 1970 — Влодзімєж Любаньскі («Гурник» (Забже))
- 1973 — Казімєж Дейна («Легія» (Варшава))
- 1974 — Гжегож Лято («Сталь» (Мелець))